# قلعة (حصن)
القلعة هي حصن أو مكان محصن، يُستخدم لبسط النفوذ والسيطرة على منطقة، ولصد هجمات الأعداء الخارجيين، وتأمين المنطقة، وتسقط القلاع (وبالتالي المنقطة) لسببين مهمين: نفاد المؤونة، واختراق سور القلعة.
يمكن أن تتراوح القلاع من الحصون مثل قلعة الروم إلى المجمع المبني من الطوب اللبن الشائع في جميع أنحاء جنوب غرب آسيا. ويُستخدم هذا المصطلح في العالم الإسلامي بأكمله للإشارة إلى الحصن الدفاعي. اتخذ المصطلح أشكالًا مختلفة في لغات مختلفة، قلعة (الفارسية والعربية)، كلا (التركية)،  وكيلا (الفارسية)، وقلا [الإنجليزية] (الأردية والهندية)، وغالبًا ما أصبح جزءًا من أسماء الأماكن. وقد تم الحفاظ عليها حتى في أسماء الأماكن في أماكن مثل صقلية، التي فتحها سلالة الأغالبة ثم الفاطميون من القرن التاسع إلى القرن الثاني عشر.
تُستخدم الكلمة في أسماء أماكن عربية [الإنجليزية] مختلفة.

## علم أصول الكلمات
وولف ليسلاو (1987)، نقلًا عن سيجموند فرانكل (1886) ووالتر بيلاردي (1959)، يقترحان أن الكلمة العربية قلعة أصلها من الفارسية كالاتا.
يذكر القاموس اللغوي التركي المعاصر الذي كتبه المؤلف الأرمني سيفان نيشانيان أن الكلمة التركية kale مشتقة من ḳalˁa(t)، والتي نشأت من الجذر العربي قلع. ويستمر نيشانيان في ملاحظة أن الكلمة العربية تشترك في أصلها مع النسخة الفارسية الوسطى قلع، والتي ليس لها سجل مكتوب، وتنشأ في الكلمة الأكادية التي تحمل نفس المعنى قلعه. ويرى بعض المعاصرين عربية خالصة وهي اسم مرة.

### الفارسية
الكلمة الفارسية هي كالاة .

### الأرمنية
الكلمة الأرمنية هي (كغلا) والتي تعني المدينة.

### العربية
الكلمة العربية هي قلعة، وتعني حصنًا أو تحصينًا أو قلعة.

## الشرق الأوسط
طالع قوائم القلاع في المملكة العربية السعودية، والأردن ( قلعة الربض ، وقلعة الكرك ، وقلعة الشوبك)، وتلعفر في العراق، وقلاع سوريا ، ولبنان ، ومصر ، إلخ.

## مدينة محصنة في آسيا الوسطى
تتألف القلعة النموذجية في آسيا الوسطى من نموذج مدينة ثلاثي: القلعة (القلعة)، <i id="mwhQ">والشهرستان</i> (المنطقة السكنية)، والرباض [الإنجليزية] (الضاحية؛ وهي المتغير الإقليمي للكلمة العربية الرباط). لا ينطبق هذا النموذج الحضري على تصنيف المدن في آسيا الوسطى فحسب، بل يُستخدم أيضًا لوصف أنواع مماثلة من المدن في أماكن أخرى في الجغرافيا الإسلامية. 

### كهانديز (القلعة)
في إيران وتركستان ما قبل الإسلام كانت المدن تتكون من قلعة تسمى ديز (وتعني أيضًا "الحصن" باللغة الفارسية)، والمدينة الفعلية التي كانت تسمى شهرستان . استخدم الجغرافيون الإسلاميون في الشرق الأوسط في العصر الذهبي للإسلام كلمة "خنادق (كهانديز)" للإشارة إلى أقدم جزء من المستوطنات في مراكز المدن. وبدأ استخدامه لاحقًا بمعنى القلعة. كلمة كهانديز مشتقة من اللغة الفارسية ( كهندز ) ويعني حرفيًا "القلعة القديمة". ولكن لا يمكن تطبيق كلمة "كهانديز" على الحصون المنعزلة التي كانت مستقلة عن المدن، لأن ذلك من شأنه أن يسبب ارتباكًا مفاهيميًا. على الرغم من أن كلمة حصن في اللغة العربية كانت تُستخدم للإشارة إلى الحصون التي تقع خارج المدن، وبما أن المصطلحات العربية لم يكن لها معنى مناسب لوصف تلك الهياكل، فقد استعاروا كلمة "كهانديز" أثناء الفتح الإسلامي لإيران. كانت الخنادق تُبنى عادةً على أراضٍ مرتفعة [الإنجليزية] وكانت تمثل خط الدفاع الأخير في المدينة. كانت معظم الوحدات الإدارية تقع هنا. المصطلح التركي كلاه والكلمة العربية "القلعة" مترادفان. 

### شهرستان (منطقة سكنية)
الشهرستان عبارة عن مزيج من كلمتين، شهر (مدينة) وستان (منطقة، مساحة)، وبالتالي فإنها تعني حرفيًا "منطقة المدينة". قبل الفتح الإسلامي لآسيا الوسطى، كانت المستوطنات ذات الطراز القلعة شائعة بدلًا من المراكز السياسية والاقتصادية الكبيرة. الكلمة التي أطلقها العرب المسلمون على هذه المدن المحصنة، والتي كانت محمية بالأسوار، هي القلعة . ومع تجاوز النظام الإقطاعي، ظهر نموذج المدينة الثلاثي هذا مع هياكل تشبه القلعة، سماه العرب "كهانديز" ، والتي تشكل جوهر المدينة. مع تطور الاستيطان داخل الأسوار القديمة، ظهرت أيضًا مدن بدون مساكن . كان معظم سكان المدينة يسكنون في الشهرستان . يقول مسعود جان أن هذا قد يكون السبب وراء استخدام اسم شهرستان . وكانت معظم المباني مخصصة للترفيه والعبادة تقع هناك أيضًا، ولعل هذا كان بداية ظهور مفهوم وسط البلد وقلب المدينة التجاري.

## مجمعات القلعة في إيران وأفغانستان

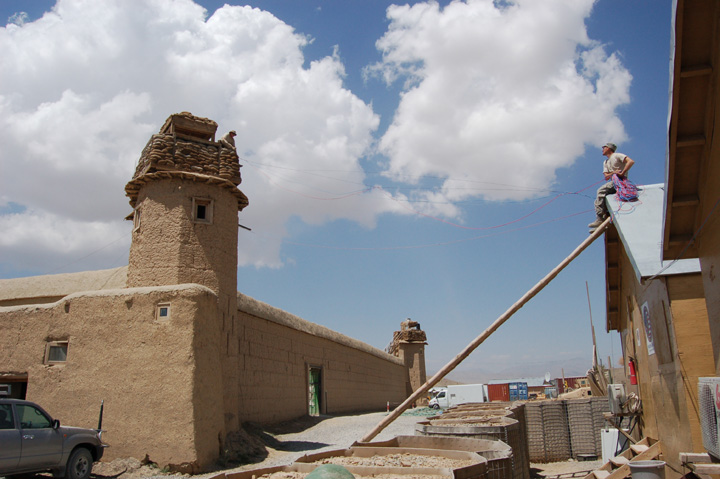
قلعة في جنوب شرق أفغانستان احتلها الجنود الأمريكيون.

في العديد من المناطق في إيران وأفغانستان، وخاصة في المناطق القبلية ذات ممارسات البناء ما قبل الحديثة، يعتبر مجمع القلعة وحدة الإسكان القياسية للعائلات متعددة الأجيال. يمكن إنشاء القلاع بسرعة على مدار موسم واحد، ويمكن أن تكون كبيرة للغاية، وتغطي في بعض الأحيان عدة أفدنة. يمكن وضع الأبراج في الزوايا أو النقاط على طول الجدران لإنشاء موقف أكثر قابلية للدفاع، ولكن معظم مركبات القلعة تتكون فقط من الجدران.
في حين أن أساس مجمع القلعة قد يكون من الحجر أو الطوب المحروق، فإن الجدران عادة ما تكون من الطين المجفف. تُنشأ الجدران عن طريق وضع صف من الطوب اللبن مع ملاط الطين على طول الجدار بالكامل. بحلول الوقت الذي يعود فيه البناء إلى نقطة المنشأ، يكون الملاط جافًا ويمكن إضافة الصف التالي فوق القديم. باستخدام هذه التقنية، يمكن بناء جدران يصل ارتفاعها إلى عشرات الأقدام بسرعة كبيرة.

## باكستان
كانت خانية قلات دولة كبرى في جنوب غرب باكستان اشتُقت اسمها من مدينة قلات المحصنة في مقاطعة بلوشستان الحالية.

## تركيا

### كيل
في اللغة التركية الحديثة، كلمة (كيل - kale) هو مصطلح شامل لجميع أنواع الهياكل المحصنة.
في اللغة التركية الحديثة، نطاق مصطلح (كيل -kale) يمكن أن يختلف عن المعروف. اليوم يطلق على العديد من المباني المحصنة اسم كالي، مما يسبب الارتباك. في الأصل كانت كلمة كالي (أو kal'a قلعە في اللغة التركية العثمانية) تُشير إلى الحصون التي بنيت على الطرق ، وفي الممرات الضيقة ، وفي مناطق الاختناقات المرورية [الإنجليزية]، حيث كان من المتوقع أن يمر العدو، أو في المدن ذات القيمة الاستراتيجية. قد تختلف مواد بناء (الكيل - kale) وفقًا للظروف الجغرافية. على سبيل المثال، كانت الأسوار العثمانية مبنية في الغالب من أسوار خشبية.
تحتوي هذه القلاع (الكيل - kale) النموذجية على نفس الميزات المعروفة من نظيراته الشرقية، مثل الجدران الستارية ذات الأبراج وبوابة [الإنجليزية]، وبرج داخلي يشبه الحصن ( بالاحصار ، أو إرك ، أو باسكول باللغة التركية)، والأسوار والفتحات ، والخندق وأحيانًا البوابات الخلفية. في القرن الخامس عشر، اُعتمدَت الكلمة اليونانية للبرج، purgos، في اللغة التركية فأصبحَت burgaz.
كانت المدن العثمانية في البلقان والأناضول تتبع نموذج المدينة الثلاثي: القلعة القديمة (الحصن الداخلي)، والفاروش (منطقة سكنية، تستخدم في اللغة التركية الحديثة كـ "ضاحية")، والمدينة الخارجية (الضاحية). 

### كيل وهيسار وكرمن
هناك أيضًا مصطلحات تركية أخرى مشابهة مثل (حصار - hisar) أو (كرمن - kermen).
تعريف مصطلح حصار يشبه تعريف القلعة، وهي مبنى محصن يصلح أن يكون مسكنًا، مثل روملي حصار أو أناضول حصار. أصل الكلمة هو اللغة العربية، حيث تعني "الحصن" و"الحصار"، ومن هنا انتقلت أيضًا إلى اللغة الفارسية "حصار".
الكلمة الأخرى المستخدمة للحصون هي "كرمن" ، والتي أصلها من "لغة الكومان" . وتُعرف بـ(كِرمِن) لدى التتار، و(كارمان) في التشوفاشية . وعليه، فالكلمة الروسية "كرملين" مشتقة أيضًا من كلمة "كرمن" .
عند فحص أسماء الأماكن، يمكننا أن نرى أن كلمة " حصار" تُستخدم لأسماء الأماكن في غرب تركيا، وكلمة (الكيل - kale) في شرق تركيا، وكلمة (كرمن) في شبه جزيرة القرم.

## طالع أيضًا
- كالة (توضيح) [الإنجليزية]- كتابة فارسية بديلة للكلمة العربية قلعة
- قالا (توضيح) [الإنجليزية] أو قلعة - كلمة عربية تعني الحصن أو القلعة
- قلعات (توضيح) [الإنجليزية] - الأماكن التي تحتوي أسماؤها على كلمات قلات، قلات، قلات، قلات، كالوت، أو قلات
- قلاع (توضيح) [الإنجليزية]- نسخة فارسية (أردية، هندية) من العربية قلعة

### الاستشهادات
1. ↑  Steingass، F. J. (1993) [1884]. The Student's Arabic-English Dictionary. New Delhi: Asian Educational Services. ص. 853. ISBN:978-81-206-0855-9. مؤرشف من الأصل في 2023-12-16. اطلع عليه بتاريخ 2021-06-01. Reprint of first edition.
2. ↑  "kale". Nişanyan Sözlük. اطلع عليه بتاريخ 2021-01-25.
3. 1 2 3  "kale". Nişanyan Sözlük. اطلع عليه بتاريخ 2021-01-25."kale". Nişanyan Sözlük. Retrieved 2021-01-25.
4. ↑  Influsso arabo: L’elemento arabo è ben attestato, soprattutto in Sicilia, a testimonianza di un dominio, quello saraceno, che durò dall’inizio del IX fino alle soglie del XII secolo. Con il toponimo generico qal‘a (‘cittadella’, ‘fortezza’) abbiamo per esempio Calatafimi, Calatamauro (ovvero ‘la rocca del Moro’), Calatrasi (‘la rocca del tessitore’), Caltabellotta (‘la rocca delle querce’). (Arab influence: The Arab element is well attested, especially in Sicily, evidence of the Saracen rule beginning in the ninth and lasting until the beginning of the twelfth century. From the generic name Qal'a ('citadel', 'fortress') we have, for example: Calatafimi, Calatamauro (i.e. 'the stronghold of the Moor'), Calatrasi ('the fortress of the weaver'), Caltabellotta ('the fortress of the oak trees').) Bentsik, R. "Tracce" ("Traces") "Intercultural Dialogue European Radio Campaign" نسخة محفوظة 2016-03-04 على موقع واي باك مشين. page 61, www.tatapume.org; see also Pellegrini, Giovan Battista (1974) "Attraverso la toponomastica urbana medievale in Italia" ("Through the medieval urban toponymy in Italy") pp. 401–499 In Centro italiano di studi sull'alto Medioevo (1974) Topografia urbana e vita cittadina nell'alto Medioevo in Occidente, 26 aprile-1 maggio 1973 (Conference publication) Presso la sede del Centro, Spoleto, Italy, volume 2, page 415, 1857092
5. ↑  Steingass، F. J. (1993) [1884]. The Student's Arabic-English Dictionary. New Delhi: Asian Educational Services. ص. 853. ISBN:978-81-206-0855-9. مؤرشف من الأصل في 2023-12-16. اطلع عليه بتاريخ 2021-06-01.Steingass, F. J. (1993) [1884]. The Student's Arabic-English Dictionary. New Delhi: Asian Educational Services. p. 853. ISBN 978-81-206-0855-9. Retrieved 1 June 2021. Reprint of first edition.
6. ↑  Can 2015، صفحات 143-154.
7. ↑  Can 2015، صفحات 148-150.
8. ↑  Can 2015، صفحات 150-151.
9. 1 2  Nicolle 2010، صفحة 11.
10. ↑  "Kale". Türkiye Diyanet Vakfı (TDV) İslam Ansiklopedisi [Turkish Religious Foundation (TDV) Islamic Encyclopedia] (بالتركية). Retrieved 2021-01-25.
11. 1 2 3  "Kale". Türkiye Diyanet Vakfı (TDV) İslam Ansiklopedisi [Turkish Religious Foundation (TDV) Islamic Encyclopedia] (بالتركية). Retrieved 2021-01-25."Kale". Türkiye Diyanet Vakfı (TDV) İslam Ansiklopedisi [Turkish Religious Foundation (TDV) Islamic Encyclopedia] (in Turkish). Retrieved 2021-01-25.
12. ↑  Ersenal 2019، صفحة 36.
13. ↑  Ozguven، Burcu (2001). "The Palanka: A Characteristic Building Type of the Ottoman Fortification Network in Hungary". EJOS – Electronic Journal of Oriental Studies. ج. IV. مؤرشف من الأصل في 2024-07-19.
14. ↑  Özgüven 2003، صفحة 157.
15. ↑  Eren 2006، صفحة 180.
16. ↑  Şahi̇n 2013، صفحة 51.